# María Stagnero de Munar
María Stagnero de Munar   (Montevideo, 1856 - Montevideo, 30 d'agost de 1922) va ser una destacada mestra, directora i pedagoga uruguaiana, fundadora de l'Institut Normal de Senyoretes per a la preparació de mestres d'ensenyament primari

## Estudis
Provenia d'una família d'escassos recursos, de manera que va ingressar tard a l'educació primària (als dotze anys) amb escassos coneixements d'ortografia i cal·ligrafia. La seva gran capacitat intel·lectual, la seva devoció per l'estudi i voluntat li van permetre obtenir el títol de Mestra de 1r als 16 anys.

## Vida privada
Estava casada amb un militar, qui la va abandonar, amb qui va tenir dues filles: Margarita i Ana.

## Carrera
Maria treballava com a ajudant a l'escola de la qual va ser alumna quan José Pedro Varela va iniciar la seva reforma escolar. El 1876 va rebre una menció honorífica d'aquest, en un acte de distribució de premis realitzat en el Teatre Solís, al destacar-se com a mestra en la lluita constant per l'educació del poble
Quan va realitzar l'examen per Mestra de 2n grau (1874) va obtenir la qualificació «excel·lent», passant a ser la primera dona en aconseguir aquesta nota.
El 1877 concorre a cursos de perfeccionament nocturns creats per la Societat d'Amics de l'Educació Popular i de nou per mèrits rellevants obté una distinció, ampliada poc després a l'ésser designada com Professora de Gramàtica i Composició del mateix curs. En aquest mateix any va aconseguir obtenir per concurs la direcció de l'escola de 2n grau núm. 12. Va ser en aquesta escola on va implementar un pla de reforma on l'alumne podia aprendre a raonar, a expressar les seves idees i a demanar una explicació quan no comprenia.
Va dedicar la seva vida a posar en pràctica i promulgar les idees del gran reformador de l'escola uruguaiana José Pedro Varela. La comissió nomenada per aquest per inspeccionar les escoles comunes va indicar a Maria Stagnero de Munar entre les vuit mestres que s'havien distingit en la seva tasca escolar, i la va recomanar a la reconsideració dels seus superiors per la seva «concentració i no comuns coneixements didàctics».
Al crear-se l'escola de 3r grau (1878) també va guanyar la seva direcció per concurs.
Va ser l'única dona en dictar classes a la Societat d'Amics de l'Educació Popular a l'ésser cridada després de la mort de José Pedro Varela.
L'any 1882 el germà i successor de José Pedro Varela, Jacobo Varela, va crear el «Internat Normal de Senyoretes». Allà Maria va ser nomenada directora amb 26 anys.
El 1898 s'elimina el règim d'internat i va passar a ser denominat «Institut Normal de Senyoretes». Maria es va quedar exercint el càrrec de directora fins que va haver de jubilar-se el 1912 a causa d'una malaltia cardíaca. Després d'aquest episodi, la Direcció d'Ensenyament Primari i Normal disposar que es deixés constància en placa d'or la constància de la seva comprensió a la tasca desenvolupada, a més el Poder Legislatiu va sancionar una llei designant-la directora honorària de l'Institut.
Després de la seva mort, l'Institut Normal de Senyoretes passa a dir-se «Institut Normal de Senyoretes Maria Stagnero de Munar» en el seu honor
La seva defunció va ocórrer el 30 d'agost de 1922 i va constituir un dol nacional.

## Homenatges
Al barri Prado de Montevideo, zona on ella va residir, hi ha un monument obra de Juan D'Aniello, que recorda la seva obra. En ell es llegeix la següent inscripció: «Maria Stagnero de Munar, Mestra de Mestres».
Al barri Parque Rodó es troba un altre homenatge a la seva memòria: la Biblioteca Infantil del Castell porta el seu nom.

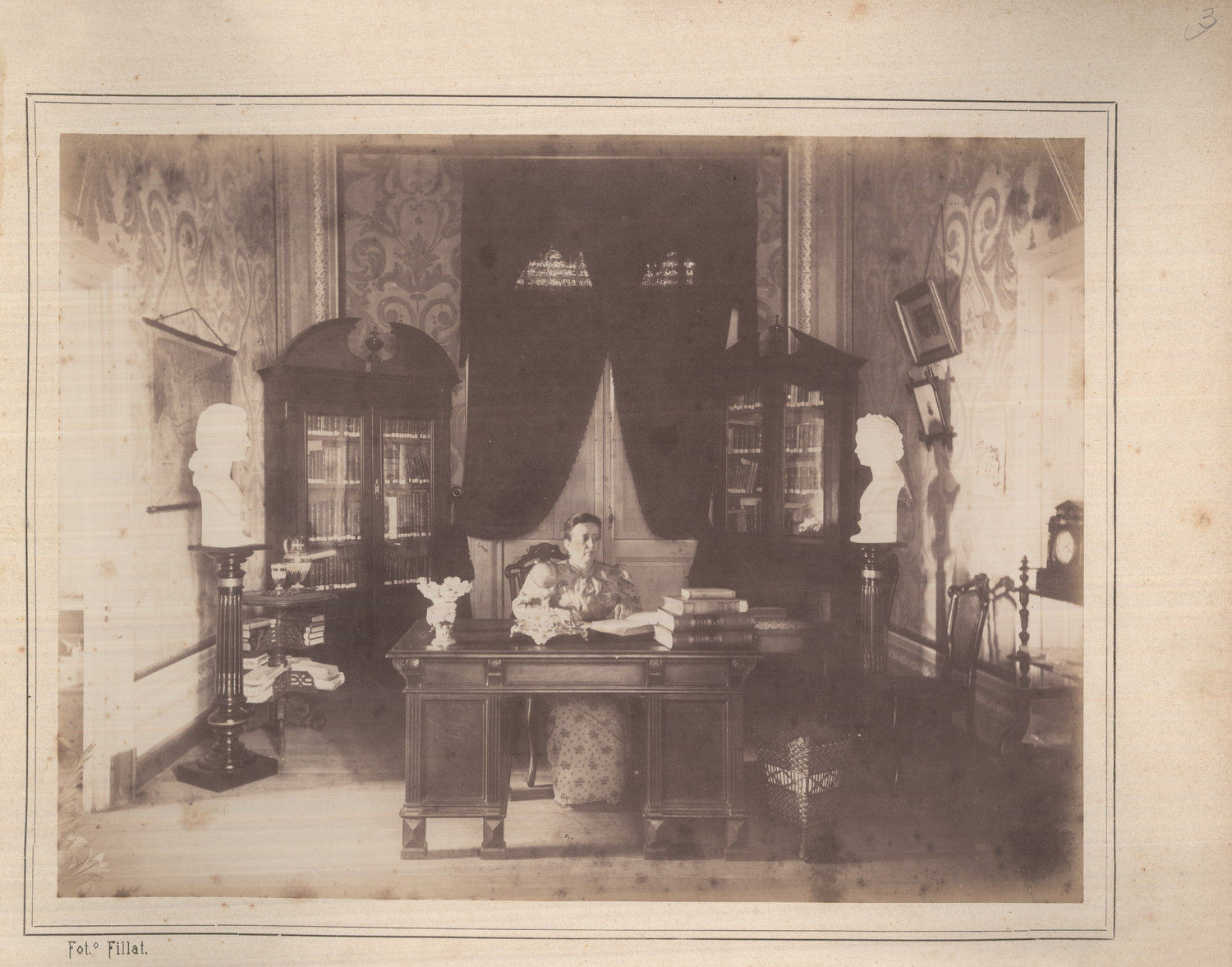
María Stagnero de Munar
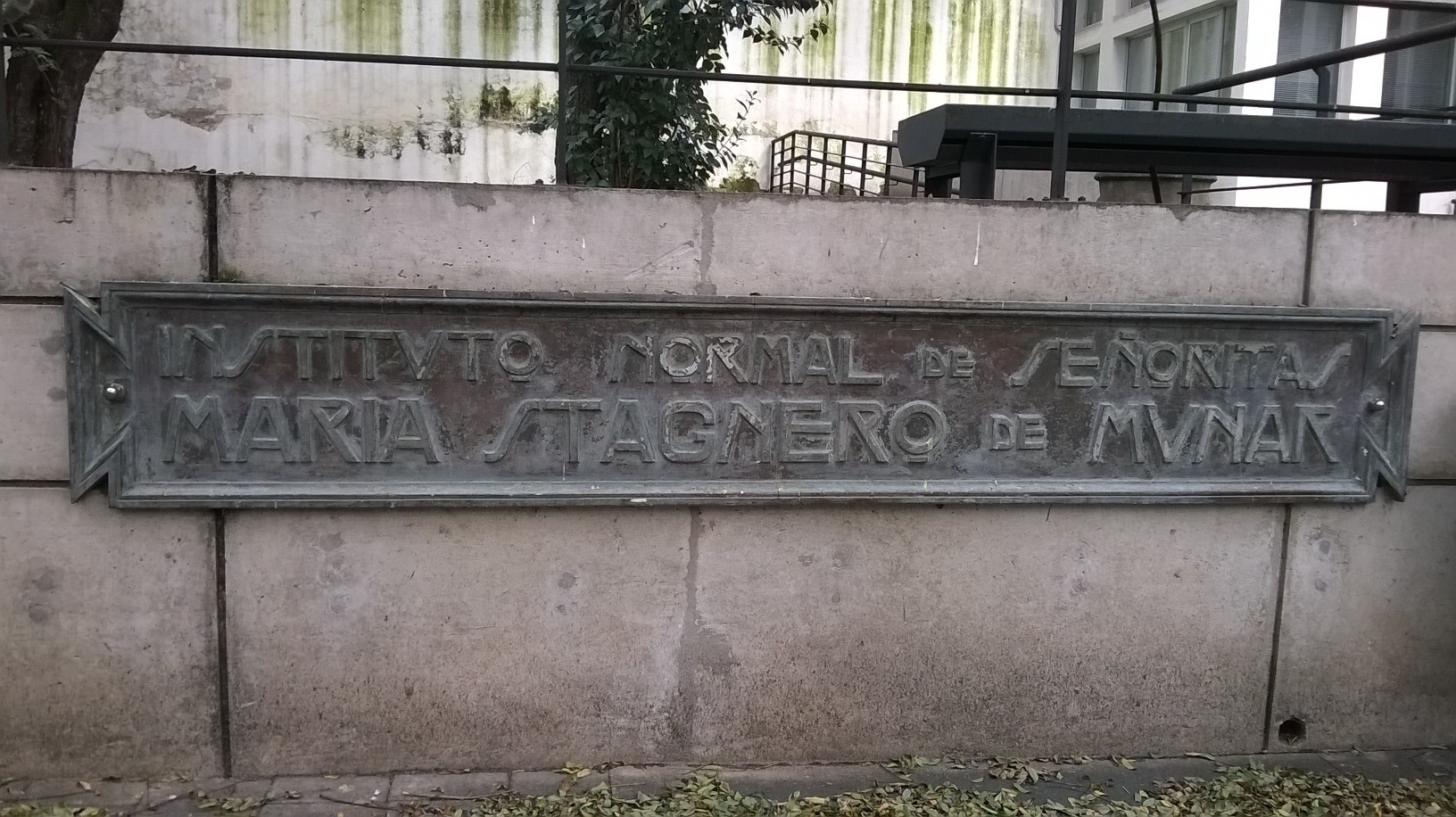
Placa de l'Institut Normal de Senyoretes Maria Stagnero de Munar ubicada al pati dels Instituts Normals «Maria Stagnero de Munar i Joaquín R. Sánchez». (Montevideo, Uruguai)
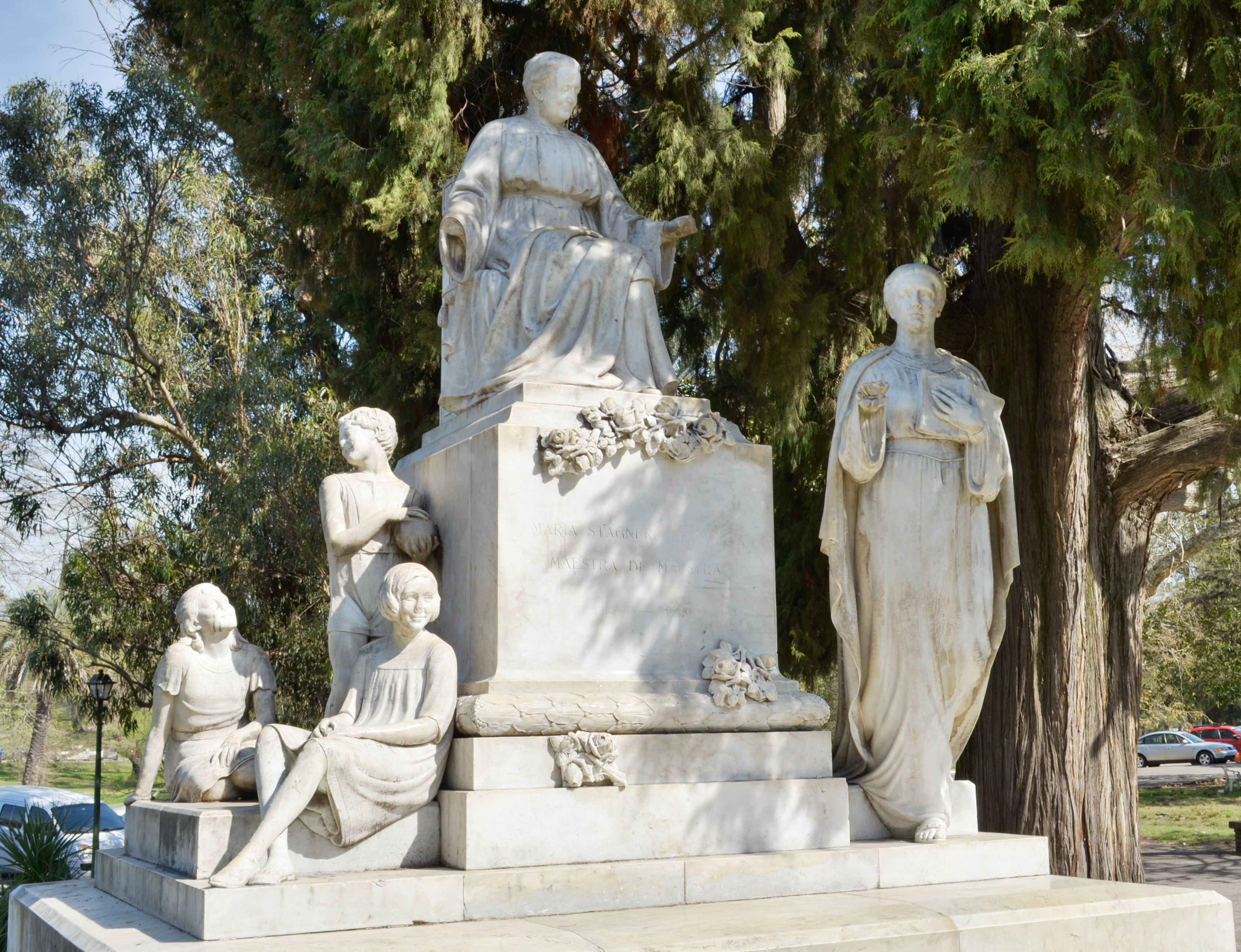
Monument de María Stagnero de Munar, 2013